# Беседино (Крым)
Бесе́дино (до 1948 года Ташлы́-Шейх-Эли́; укр. Бесєдіне, крымскотат. Taşlı Şeyh Eli, Ташлы Шейх Эли) — исчезнувшее село в Красногвардейском районе Республики Крым, располагавшееся на севере района, в степном Крыму, примерно в 2 км к западу от села Новоэстония.

## История
Первое документальное упоминание села встречается в Камеральном Описании Крыма… 1784 года, судя по которому, в последний период Крымского ханства, деревня Шейх-Эли входила в Ташлы Шейхели Бешпаресы кадылык Акмечетского каймаканства. После присоединения Крыма к России (8) 19 апреля 1783 года, (8) 19 февраля 1784 года, именным указом Екатерины II сенату, на территории бывшего Крымского Ханства была образована Таврическая область и деревня была приписана к Перекопскому уезду. После Павловских реформ, с 1796 по 1802 год, входила в Акмечетский уезд Новороссийской губернии. По новому административному делению, после создания 8 (20) октября 1802 года Таврической губернии, Шейх-Эли был включён в состав Кокчора-Киятской волости Перекопского уезда.
По Ведомости о всех селениях в Перекопском уезде состоящих с показанием в которой волости сколько числом дворов и душ… от 21 октября 1805 года в деревне Шейх-Эли числилось 12 дворов, 117 крымских татар и 3-е ясыров. На военно-топографической карте генерал-майора Мухина 1817 года обозначена деревня Ташлы-Шейх-Эли (также как Шейх-Эли) с 8 дворами. После реформы волостного деления 1829 года селение, согласно «Ведомости о казённых волостях Таврической губернии 1829 года», осталось в составе Кокчора-Киятской волости. На карте 1836 года в деревне Тешлы-Шейх 7 дворов, а на карте 1842 года уже как Ташлы-Шейх-Эли обозначена условным знаком «малая деревня», то есть, менее 5 дворов.
В 1860-х годах, после земской реформы Александра II, деревню включили в состав Айбарской волости. В «Списке населённых мест Таврической губернии по сведениям 1864 года», составленном по результатам VIII ревизии 1864 года, Ташлы-Шейх-Эли (как Джетлер-Шейх-Эли) — татарская деревня во владении мусульманского духовного правления, с 4 дворами, 14 жителями и соборной мечетью при безъименной балке. По обследованиям профессора А. Н. Козловского начала 1860-х годов, вода в колодцах деревни была пресная, а их глубина составляла 10—15 саженей (21—32 м). Видимо, вследствие эмиграции крымских татар, особенно массовой после Крымской войны 1853—1856 годов, в Турцию, деревня опустела и на трехверстовой карте Шуберта 1865—1876 года на её месте обозначена одна соборная мечеть.
После земской реформы 1890 года деревню отнесли к Александровской волости. Деревня была возрождена, видимо, в конце XIX века, так как, согласно «…Памятной книжке Таврической губернии на 1900 год» в Ташлы-Шейх-Эли числилось 101 житель в 10 дворах. По Статистическому справочнику Таврической губернии. Ч.II-я. Статистический очерк, выпуск пятый Перекопский уезд, 1915 год, в деревне Ташлы-Шейх-Эли (вакуф) Александровской волости Перекопского уезда числился 21 двор (все дворы безземельные) с татарским населением в количестве 115 человек приписных жителей и 7 — «посторонних», из которых 65 мужчин и 57 женщин. Жители землёй не владели, но за селением числилось 678 десятин земли. В хозяйствах имелось 150 лошадей, 63 коровы и 200 голов мелкого скота.
После установления в Крыму Советской власти и учреждения 18 октября 1921 года Крымской АССР, в составе Джанкойского уезда был образован Курманский район, в состав которого включили село. В 1922 году уезды получили название округов. 11 октября 1923 года, согласно постановлению ВЦИК, в административное деление Крымской АССР были внесены изменения, в результате которых был ликвидирован Курманский район и село включили в состав Джанкойского. Согласно Списку населённых пунктов Крымской АССР по Всесоюзной переписи 17 декабря 1926 года, в селе Ташлы-Шейх-Эли, Кара-Чокмакского сельсовета Джанкойского района, числилось 38 дворов, из них 36 крестьянских, население составляло 203 человека, из них 190 татар, 1 украинец, 1 русский, 11 записаны в графе «прочие», действовала татарская школа. Постановлением Президиума КрымЦИКа «Об образовании новой административной территориальной сети Крымской АССР» от 26 января 1935 года был создан немецкий национальный (лишённый статуса национального постановлением Оргбюро ЦК КПСС от 20 февраля 1939 года) Тельманский район (с 14 декабря 1944 года — Красногвардейский) и Ташлы-Кипчак включили в его состав. По данным всесоюзной переписи населения 1939 года в селе проживал 251 человек.
После освобождения Крыма от фашистов, 12 августа 1944 года было принято постановление № ГОКО-6372с «О переселении колхозников в районы Крыма» по которому в район из областей Украины и России переселялись семьи колхозников, а в начале 1950-х годов последовала вторая волна переселенцев из различных областей Украины. С 25 июня 1946 года Ташлы-Шейх-Эли в составе Крымской области РСФСР. Указом Президиума Верховного Совета РСФСР от 18 мая 1948 года, Ташлы-Шейх-Эли переименовали в Беседино. В 1950 году 9 колхозов, в том чиле и местный, объединили в колхоз «Дружба народов»; в Беседино действовала 3-я бригада.26 апреля 1954 года Крымская область была передана из состава РСФСР в состав УССР. Время включения в Петровский сельсовет пока не установлено: на 15 июня 1960 года село уже числилось в его составе. Ликвидировано в период с 1968 по 1977 годы.

### Динамика численности населения
| - 1805 год — 120 чел. - 1864 год — 14 чел. - 1900 год — 101 чел. | - 1915 год — 115/7 чел. - 1926 год — 203 чел. - 1939 год — 251 чел. |